# Ilian Iliev (calciatore 1999)
Ilian Ilianov Iliev (in bulgaro Илиан Илианов Илиев?; Funchal, 20 agosto 1999) è un calciatore portoghese naturalizzato bulgaro, centrocampista del CSKA Sofia e della nazionale bulgara.

## Biografia
È figlio dell'allenatore ed ex calciatore Ilian Iliev.

## Caratteristiche tecniche
È un centrocampista offensivo.

## Carriera

### Club
Nato a Funchal nel periodo in cui il padre allenava il Marítimo, nel 2006 entra a far parte del settore giovanile del Černo More Varna dove percorre tutta la trafila delle varie selezioni giovanili; nel 2016 viene aggregato al gruppo della prima squadra ed il 9 settembre debutta fra i professionisti giocando l'incontro di Părva profesionalna futbolna liga perso 3-1 contro il Ludogorec.
Il 31 luglio si trasferisce all'Académica dove trascorre due stagioni con le formazioni Under-19 e Under-23 del club portoghese, senza riuscire a debuttare in prima squadra; nel mercato estivo del 2019 fa ritorno al Černo More Varna.

### Nazionale
Il 25 marzo 2021 debutta con la nazionale bulgara giocando l'incontro di qualificazione per il campionato mondiale di calcio 2022 perso 3-1 contro la Svizzera.

## Statistiche
Statistiche aggiornate al 25 marzo 2021.

### Presenze e reti nei club
| Stagione        | Squadra          | Campionato      | Campionato | Campionato | Coppe nazionali | Coppe nazionali | Coppe nazionali | Coppe continentali | Coppe continentali | Coppe continentali | Altre coppe | Altre coppe | Altre coppe | Totale | Totale | Totale |
| Stagione        | Squadra          | Comp            | Pres       | Reti       | Comp            | Pres            | Reti            | Comp               | Pres               | Reti               | Comp        | Pres        | Reti        | Pres   | Reti   |        |
| --------------- | ---------------- | --------------- | ---------- | ---------- | --------------- | --------------- | --------------- | ------------------ | ------------------ | ------------------ | ----------- | ----------- | ----------- | ------ | ------ | ------ |
| 2016-2017       | Černo More Varna | A-PFG           | 3          | 0          | CB              | 1               | 0               |                    | -                  | -                  |             | -           | -           | 3      | 0      |        |
| 2019-2020       | Černo More Varna | A-PFG           | 20         | 3          | CB              | 1               | 0               |                    | -                  | -                  |             | -           | -           | 20     | 3      |        |
| 2020-2021       | Černo More Varna | A-PFG           | 20         | 0          | CB              | 1               | 0               |                    | -                  | -                  |             | -           | -           | 20     | 0      |        |
| Totale carriera | Totale carriera  | Totale carriera | 43         | 3          |                 | 3               | 0               |                    | -                  | -                  |             | -           | -           | 46     | 3      |        |

### Cronologia presenze e reti in nazionale
| Cronologia completa delle presenze e delle reti in nazionale ― Bulgaria | Cronologia completa delle presenze e delle reti in nazionale ― Bulgaria | Cronologia completa delle presenze e delle reti in nazionale ― Bulgaria | Cronologia completa delle presenze e delle reti in nazionale ― Bulgaria | Cronologia completa delle presenze e delle reti in nazionale ― Bulgaria | Cronologia completa delle presenze e delle reti in nazionale ― Bulgaria | Cronologia completa delle presenze e delle reti in nazionale ― Bulgaria | Cronologia completa delle presenze e delle reti in nazionale ― Bulgaria |
| Data                                                                    | Città                                                                   | In casa                                                                 | Risultato                                                               | Ospiti                                                                  | Competizione                                                            | Reti                                                                    | Note                                                                    |
| ----------------------------------------------------------------------- | ----------------------------------------------------------------------- | ----------------------------------------------------------------------- | ----------------------------------------------------------------------- | ----------------------------------------------------------------------- | ----------------------------------------------------------------------- | ----------------------------------------------------------------------- | ----------------------------------------------------------------------- |
| 25-3-2021                                                               | Sofia                                                                   | Bulgaria                                                                | 1 – 3                                                                   | Svizzera                                                                | Qual. Mondiali 2022                                                     | -                                                                       | 60’                                                                     |
| 8-6-2021                                                                | Saint-Denis                                                             | Francia                                                                 | 3 – 0                                                                   | Bulgaria                                                                | Amichevole                                                              | -                                                                       |                                                                         |
| 8-9-2021                                                                | Sofia                                                                   | Bulgaria                                                                | 4 – 1                                                                   | Georgia                                                                 | Amichevole                                                              | -                                                                       | 67’                                                                     |
| 9-10-2021                                                               | Vilnius                                                                 | Lituania                                                                | 3 – 1                                                                   | Bulgaria                                                                | Qual. Mondiali 2022                                                     | -                                                                       | 60’                                                                     |
| 12-10-2021                                                              | Sofia                                                                   | Bulgaria                                                                | 2 – 1                                                                   | Irlanda del Nord                                                        | Qual. Mondiali 2022                                                     | -                                                                       | 46’                                                                     |
| 15-11-2021                                                              | Lucerna                                                                 | Svizzera                                                                | 4 – 0                                                                   | Bulgaria                                                                | Qual. Mondiali 2022                                                     | -                                                                       | 65’                                                                     |
| 26-3-2022                                                               | Al Rayyan                                                               | Qatar                                                                   | 2 – 1                                                                   | Bulgaria                                                                | Amichevole                                                              | -                                                                       | 68’                                                                     |
| 16-11-2022                                                              | Larnaca                                                                 | Cipro                                                                   | 0 – 2                                                                   | Bulgaria                                                                | Amichevole                                                              | -                                                                       | 82’                                                                     |
| 20-11-2022                                                              | Lussemburgo                                                             | Lussemburgo                                                             | 0 – 0                                                                   | Bulgaria                                                                | Amichevole                                                              | -                                                                       | 46’                                                                     |
| 24-3-2023                                                               | Sofia                                                                   | Bulgaria                                                                | 0 – 1                                                                   | Montenegro                                                              | Qual. Euro 2024                                                         | -                                                                       | 59’                                                                     |
| 7-9-2023                                                                | Plovdiv                                                                 | Bulgaria                                                                | 0 – 1                                                                   | Iran                                                                    | Amichevole                                                              | -                                                                       | 68’ 74’                                                                 |
| 19-11-2023                                                              | Leskovac                                                                | Serbia                                                                  | 2 – 2                                                                   | Bulgaria                                                                | Qual. Euro 2024                                                         | -                                                                       | 77’                                                                     |
| 22-3-2024                                                               | Baku                                                                    | Tanzania                                                                | 0 – 1                                                                   | Bulgaria                                                                | Amichevole                                                              | -                                                                       | 74’                                                                     |
| 25-3-2024                                                               | Baku                                                                    | Azerbaigian                                                             | 1 – 1                                                                   | Bulgaria                                                                | Amichevole                                                              | -                                                                       | 25’ 60’                                                                 |
| 4-6-2024                                                                | Bucarest                                                                | Romania                                                                 | 0 – 0                                                                   | Bulgaria                                                                | Amichevole                                                              | -                                                                       | 72’                                                                     |
| 8-6-2024                                                                | Lubiana                                                                 | Slovenia                                                                | 1 – 1                                                                   | Bulgaria                                                                | Amichevole                                                              | -                                                                       | 61’                                                                     |
| 15-10-2024                                                              | Belfast                                                                 | Irlanda del Nord                                                        | 5 – 0                                                                   | Bulgaria                                                                | UEFA Nations League 2024-2025 - 1º turno                                | -                                                                       | 85’                                                                     |
| 20-3-2025                                                               | Plovdiv                                                                 | Bulgaria                                                                | 1 – 2                                                                   | Irlanda                                                                 | UEFA Nations League 2024-2025 - Play-off                                | -                                                                       | 85’                                                                     |
| 23-3-2025                                                               | Dublino                                                                 | Irlanda                                                                 | 2 – 1                                                                   | Bulgaria                                                                | UEFA Nations League 2024-2025 - Play-off                                | -                                                                       | 89’                                                                     |
| 6-6-2025                                                                | Plovdiv                                                                 | Bulgaria                                                                | 2 – 2                                                                   | Cipro                                                                   | Amichevole                                                              | -                                                                       | 74’                                                                     |
| 10-6-2025                                                               | Heraklion                                                               | Grecia                                                                  | 4 – 0                                                                   | Bulgaria                                                                | Amichevole                                                              | -                                                                       | 79’                                                                     |
| Totale                                                                  |                                                                         | Presenze                                                                | 21                                                                      |                                                                         | Reti                                                                    | 0                                                                       |                                                                         |

## Palmarès

### Competizioni nazionali
- Campionato cipriota: 1

Apollōn Limassol: 2021-2022